# Dialetto bohairico

L'alfabeto copto nella varietà bohairica.

Il dialetto bohairico, denominato a volte dialetto menfitico, o copto del Basso Egitto, è un dialetto della lingua copta parlato un tempo nella parte occidentale della regione del delta del Nilo, presso Alessandria. Il nome, che deriva dall'arabo al-buhaira (mare), attesta che l'idioma era diffuso nel Basso Egitto in prossimità della costa.

## Storia
I primi manoscritti risalgono al IV secolo; ma la maggioranza dei testi sopravvissuti vanno dal IX secolo in poi, forse per le precarie possibilità di conservazione dei papiri nelle regioni umide del Basso Egitto, in confronto al clima secco dei deserti dell'Alto Egitto. A partire dal IX secolo, e definitivamente dall'XI, il bohairico, parlato dal Patriarca di Alessandria, soppiantò 
il dialetto sahidico, parlato nella valle del Nilo fino all'altezza di Menfi, quale lingua liturgica della Chiesa ortodossa copta e quale principale lingua letteraria.
La lingua araba divenne l'unica lingua ufficiale dell'Egitto nell'VIII secolo; il che portò al progressivo abbandono del bohairico, e in generale di ogni dialetto copto, che sopravvisse nelle voci dei suoi ultimi locutori fino al XVII secolo. Nonostante ciò esso è rimasto a tutt'oggi la lingua liturgica della Chiesa ortodossa copta. Nell'uso liturgico contemporaneo esistono due tradizioni di pronuncia, provenienti da successive riforme nel XIX e nel XX secolo. Dal XIX secolo, grazie all'iniziativa del patriarca di Alessandria Cirillo IV, esistono tentativi moderni di recupero dell'uso pratico della lingua copta, tutti basati sul dialetto bohairico.
Il bohairico si distingue dagli altri dialetti copti per alcune peculiarità ortografiche, fonologiche e lessicali generalmente più conservative.

### Dialetto fayumico
Il dialetto fayumico (un tempo detto anche bashmurico), anch'esso del Basso Egitto, era parlato soprattutto nella regione di Fayum ad Ovest della valle del Nilo. È documentato dal III al X secolo. Una sua caratteristica notevole fu l'impiego della /l/ dove gli altri dialetti usavano la /r/ (probabilmente equivalente ad una monovibrante alveolare /ɾ/). Nelle prime fasi dell'egizio le consonanti liquide non erano distinte nella scrittura fino al Nuovo Regno, quando il neoegizio diventò la lingua amministrativa. Per indicare il suono della /l/ l'ortografia del neoegizio utilizzava un grafema che combinava i segni usati per /r/ e /n/. Il demotico indicava la /l/ usando una varietà diacritica di /r/.

### Dialetto ossirinchita
Altro dialetto letterario del Basso Egitto, l'ossirinchita (indicato anche come mesochemico oppure con il termine fuorviante di medio egiziano, da evitare perché questo è anche il nome di una fase precedente della lingua parlata in epoca faraonica), fu il dialetto della città di Ossirinco e delle zone circostanti. Era abbastanza simile al fayumico ed è documentato in manoscritti che datano dal IV al V secolo.